# Dakkah
El dakkah o dakka (en árabe دكة) es un tipo de asiento exterior pegado a una casa, normalmente construido con ladrillos o bien los mismos materiales empleados en la construcción del edificio al que se encuentra adherido. El dakkah es muy común en las construcciones tradicionales del mundo árabe, reuniéndose en ellos la gente para charlar y tomar té.
El dakkah se encuentra más frecuentemente en asentamientos rurales donde la casa normalmente se encuentra en medio de una graja, o bien junto a un espacio abierto. Es usado para recibir a las visitas informales, mientras que el majlis se usa para las formales.